# Alone with Everybody
Albums de Richard Ashcroft
Urban Hymns (avec The Verve)
(1997) Human Conditions
(2002)
Alone with Everybody (Seul avec tout le monde) est le premier album solo de l'ex-chanteur anglais de The Verve, Richard Ashcroft. Sorti par Hut Recordings le 28 juin 2000, il est arrivé en 1re position sur le UK Albums Chart. Les chansons A Song for the Lovers, C'mon People (We're Making It Now) et New York ont été enregistrés initialement avec The Verve pour leur troisième album, Urban Hymns, sorti en 1997, mais elles n'ont finalement jamais été publiées.

## Sortie et réception
Dès sa sortie, les critiques ont été généralement très élogieuses avec cet album, et le succès commercial conséquent permit à Ashcroft de décrocher la première place des charts anglaises. NME lui donna la note de 8/10, déclarant Ashcroft capable de lancer une grande et longue carrière solo, son succès ne reposant pas que sur son ancien groupe.

## Titres
Toutes les chansons sont composées et écrites par Richard Ashcroft.
| No  | Titre                              | Durée |
| --- | ---------------------------------- | ----- |
| 1.  | A Song for the Lovers              | 5:26  |
| 2.  | I Get My Beat                      | 6:02  |
| 3.  | Brave New World                    | 5:59  |
| 4.  | New York                           | 5:30  |
| 5.  | You On My Mind In My Sleep         | 5:06  |
| 6.  | Crazy World                        | 4:57  |
| 7.  | On a Beach                         | 5:09  |
| 8.  | Money to Burn                      | 6:15  |
| 9.  | Slow Was My Heart                  | 3:44  |
| 10. | C'mon People (We're Making It Now) | 5:03  |
| 11. | Everybody                          | 6:34  |

Bonus
| No | Titre         | Durée |
| -- | ------------- | ----- |
| 1. | Leave Me High | 5:22  |
| 2. | XXYY          | 4:24  |

- Les deux titres bonus figurent sur la version japonaise de l'album, et étaient initialement des faces-B du single Money to Burn[2].

## Singles
| No | Titre                                                                                | Durée |
| -- | ------------------------------------------------------------------------------------ | ----- |
| 1. | A Song for the Lovers - 3 avril 2000, n°3 sur le UK Singles Chart                    |       |
| 2. | Money to Burn - 12 juin 2000, n°17 sur le UK Singles Chart                           |       |
| 3. | C'mon People (We're Making It Now) - 11 septembre 2000, n°21 sur le UK Singles Chart |       |

## Personnel
- Richard Ashcroft – coproducteur, chant, guitare, et occasionnellement basse, percussions, piano, claviers, mellotron

### Musiciens additionnels
- Peter Salisbury – batterie
- Pino Palladino – basse
- Steve Sidelnyk – percussions, programmation, batterie
- Chuck Leavell – piano, orgue
- Duncan Mackay – trompette
- Lucinda Barry – harpe
- Teena Lyle – vibes
- Chris Potter – basse
- Jim Hunt – saxophone, flûte
- Jane Pickles – flûte
- Anna Noakes – flûte
- Judd Lander – harmonica
- B. J. Cole – guitare
- Kate Radley – claviers
- Craig Wagstaff – congas
- Philip D Todd – saxophone
- Nigel Hitchcock – saxophone
- Jamie Talbot – saxophone baryton
- John Barclay – trompette
- Stuart Brooks – trompette
- Will Malone – arrangements, arrangements des cordes
- The London Session Orchestra – cordes
- The London Community Gospel Choir – chœurs gospel
- Samantha Smith, Leonard Meade, Vernetta Meade, Michelle-John Douglas, Donovan Lawrence, Irene Myrtle Forrester

### Techniciens
- Chris Potter – producteur, ingénieur son

## Charts
| Pays                   | Chart                                         | Plus Haute Position |
| ---------------------- | --------------------------------------------- | ------------------- |
| Royaume-Uni            | UK Albums Chart                               | 1e - Platine        |
| États-Unis Modern Rock | Billboard Modern Rock                         | 2e                  |
| Italie                 | FIMI Albums Chart                             | 4e                  |
| Irlande                | Irish Albums Chart                            | 5e                  |
| Australie              | ARIA Charts                                   | 10e                 |
| Allemagne              | Media Control Charts                          | 10e                 |
| Norvège                | Norsktoppen Pop/Rock                          | 12e                 |
| Finlande               | Mitä Hittiä Chart                             | 14e                 |
| Suède                  | Hitlistan Singles Chart                       | 17e                 |
| Autriche               | OMA Top 50                                    | 18e                 |
| Nouvelle-Zélande       | Recording Industry Association of New Zealand | 28e                 |
| France                 | SNEP Albums                                   | 28e                 |
| Suisse                 | Swisscharts Singles                           | 39e                 |
| Pays-Bas               | Dutch Top 40                                  | 41e                 |
| États-Unis             | Billboard Hot 100                             | 127e                |